# 毛氏藓
毛氏藓（学名：Molendoa sendtneriana），又名高山大丛藓，为丛藓科毛氏藓属下的一个种。